# Отверг-Студенец
Отве́рг-Студене́ц — деревня Косырёвского сельсовета Липецкого района Липецкой области.
Расположена рядом с центром Косырёвского сельского поселения деревней Бруслановкой. В 5 км к северо-западу — станция Чириково (на железнодорожной линии Грязи — Елец) и село Новодмитриевка.
Селение известно по документам с 1835 года — в ревизских сказках Липецкого уезда.
Название — по отвершкам (ответвлениям оврага) ручья Студенец, в истоке которой находится.

## Население
| 2010 | 2012 |
| ---- | ---- |
| 1    | ↗7   |